# Von Heijne
von Heijne är en svensk adelsätt. Ätten kommer från Liebenau i Schlesien (i dagens Polen), och senare från Elbing (i dagens Polen), där stamfadern Elias Hein (död 1706) var köpman och rådsherre. Hans son Georg Heine (1691–1756) inträdde 1711 i svensk tjänst som fänrik i Otto Wellingks regemente. Han var översteadjutant när han 1718 adlades av Karl XII med namnet von Heijne. Sedermera avancerade han till överste för kronprinsen Gustafs regemente. Ätten introducerades 1720 med nummer 1594. Georg von Heijnes hustru var Inga Maria Adlerberg, vars mor tillhörde ätten Utterklo. Paret fick femton barn, innan Georg von Heijne avled 1756 av slag på Stockholms slott. En av deras söner, Olof Samuel, dödades i en duell av Carl Jägerhjerta.
Ätten kom huvudsakligen att fortleva på svärdssidan genom äldste sonen, löjtnanten Georg Elias von Heijne med barn från dennes första hustru, Brita Lovisa Gyllenållon vars mor tillhörde ätten Reuter af Skälboö. Deras sonson Georg Leonard von Heijne (1772–1851), gift med Christina Florentina Ulrika von Lingen (1780–1840) förde släkten vidare. Deras son, ryttmästare Georg Fredrik von Heijne var gift med Juliana Charlotta Silfverstolpe, dotter till Juliana Charlotta Le Febure (Lilljenberg) varigenom Lilljenbergska fideikommisset Lilljenäs i Småland tillföll en gren av ätten. De av ätten som innehade fideikommisset Lillienäs skrev sitt namn von Heijne-Lillienberg.
Offentlig statistik tillgänglig i maj 2018 uppger att 85 personer bosatta i Sverige har efternamnet von Heijne. Det är ingen som har namnet von Heijne-Lillienberg.

## Släktmedlemmar
- Bengt von Heijne (1896–1971), bankman
- Claes von Heijne (född 1957), pianist och klaviaturspelare
- David von Heijne (1848–1934), jurist
- Fredrik von Heijne (1730–1793), militär
- Georg von Heijne Lillienberg (1837–1921), militär och politiker
- Gunnar von Heijne (född 1951), kemist
- Harald von Heijne (1901–1976), företagsledare
- Ingemar von Heijne (1930–2023), musikproducent och musiker
- Julia Svedelius, född von Heijne (1870–1955), författare
- Lotten Edholm, född von Heijne (1839–1930), hovdam
- Nils von Heijne (1889–1953), militär
- Sven von Heijne (1881–1958), civilekonom